# Stenkiste (underløb)
 For alternative betydninger, se Stenkiste. (Se også artikler, som begynder med Stenkiste)
Stenkister eller vejkister er mindre underløb (gennemløb) under en vej, de blev bygget, for at man kunne lede vand gennem dem, når en vej skulle krydse et vandløb, åen blev ledt under vejen gennem sten-/vejkisten. Stenkister har form som en langstrakt kasseformet rende, bygget af kløvede sten.